# Waikato International 2019
Die Waikato International 2019 im Badminton fanden vom 28. bis zum 31. März 2019 in Hamilton statt.

## Sieger und Platzierte
| Disziplin    | Gold                          | Silber                         | Bronze                           |
| ------------ | ----------------------------- | ------------------------------ | -------------------------------- |
| Herreneinzel | Nguyễn Tiến Minh              | Gao Zhengze                    | Yan Runze                        |
| Herreneinzel | Nguyễn Tiến Minh              | Gao Zhengze                    | Ye Binghong                      |
| Dameneinzel  | Wang Siqi                     | Wu Yuqi                        | Vũ Thị Trang                     |
| Dameneinzel  | Wang Siqi                     | Wu Yuqi                        | Wu Luoyu                         |
| Herrendoppel | Xuheng Zhuanyi Zhang Binrong  | Abel Tan Wen Xing Toh Han Zhuo | Dai Zhiyi Zheng Kai              |
| Herrendoppel | Xuheng Zhuanyi Zhang Binrong  | Abel Tan Wen Xing Toh Han Zhuo | Yan Yuhang Zhang Hanyu           |
| Damendoppel  | Hou Fangfang Li Jiajia        | Pan Hanxiao Yang Jiayi         | Roanne Apalisok Janice Jiang     |
| Damendoppel  | Hou Fangfang Li Jiajia        | Pan Hanxiao Yang Jiayi         | Setyana Mapasa Gronya Somerville |
| Mixed        | Hiroki Midorikawa Natsu Saito | Simon Leung Gronya Somerville  | Dai Zhiyi Wang Hui               |
| Mixed        | Hiroki Midorikawa Natsu Saito | Simon Leung Gronya Somerville  | Zhang Hanyu Pan Hanxiao          |